# ورخنی سارابیل
ورخنی سارابیل (انگلیسی: Verkhny Sarabil) یک شهرک در شهرستان زیانچورینسکی استان باشقیرستان کشور روسیه است.